# جام یوفا ۸۰–۱۹۷۹
جام یوفا ۸۰–۱۹۷۹، نهمین فصل از جام یوفا، مسابقات فوتبال باشگاهی سطح دوم اروپا بود که اکنون با نام لیگ اروپا شناخته می‌شود و توسط یوفا سازماندهی می‌شود. این دوره با قهرمانی آینتراخت فرانکفورت به پایان رسید.